# چین گردن

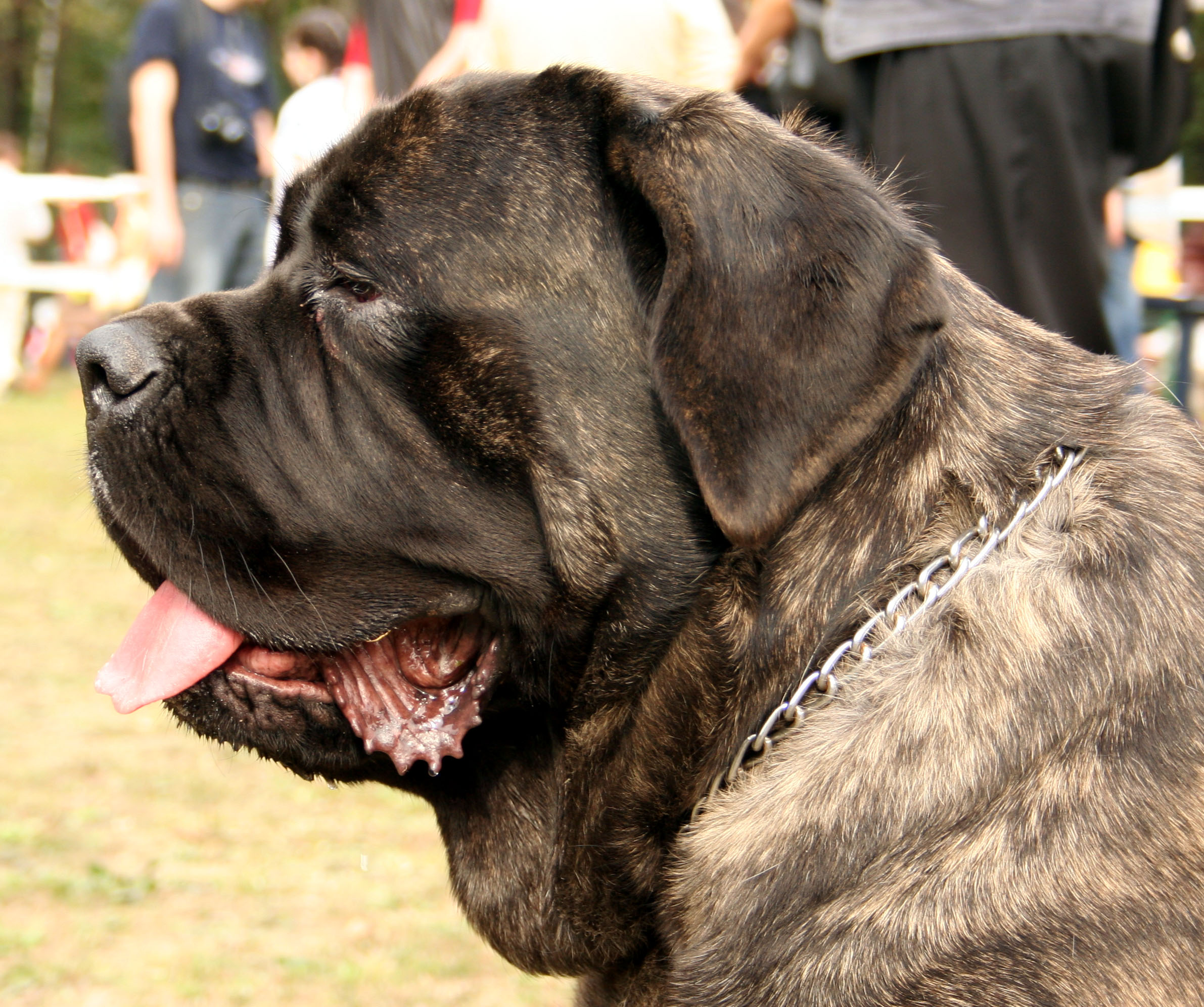
سگ ماستیف با یک چین گردن که از گردن به فک پایین متصل است.

چین گردن (به انگلیسی: Dewlap) یک لایه پوستی درازی است که در زیر فک پایین یا گردن بسیاری از مهره‌داران آویزان است. در حالی که این اصطلاح معمولاً در این زمینه خاص استفاده می‌شود، می‌توان از آن برای ساختارهای دیگری که در همان ناحیه بدن با جنبه‌ای مشابه رخ می‌دهند، استفاده کرد، مانند ساختارهایی که توسط چانه دوتایی یا کیسه آوایی زیرفکی قورباغه ایجاد می‌شوند. به‌طور کلی‌تر، این اصطلاح به هر توده آویزانی از پوست، مانند چین پوستی شل روی گردن یک فرد پیر، یا غبغبک پرندهاشاره دارد. چین گردن می‌تواند به عنوان آویزه گوشتی، که «یک زائده گوشتی کوچک است، تعریف شود که یک بخش طبیعی از کالبدشناسی یک جانور است».

## پستانداران

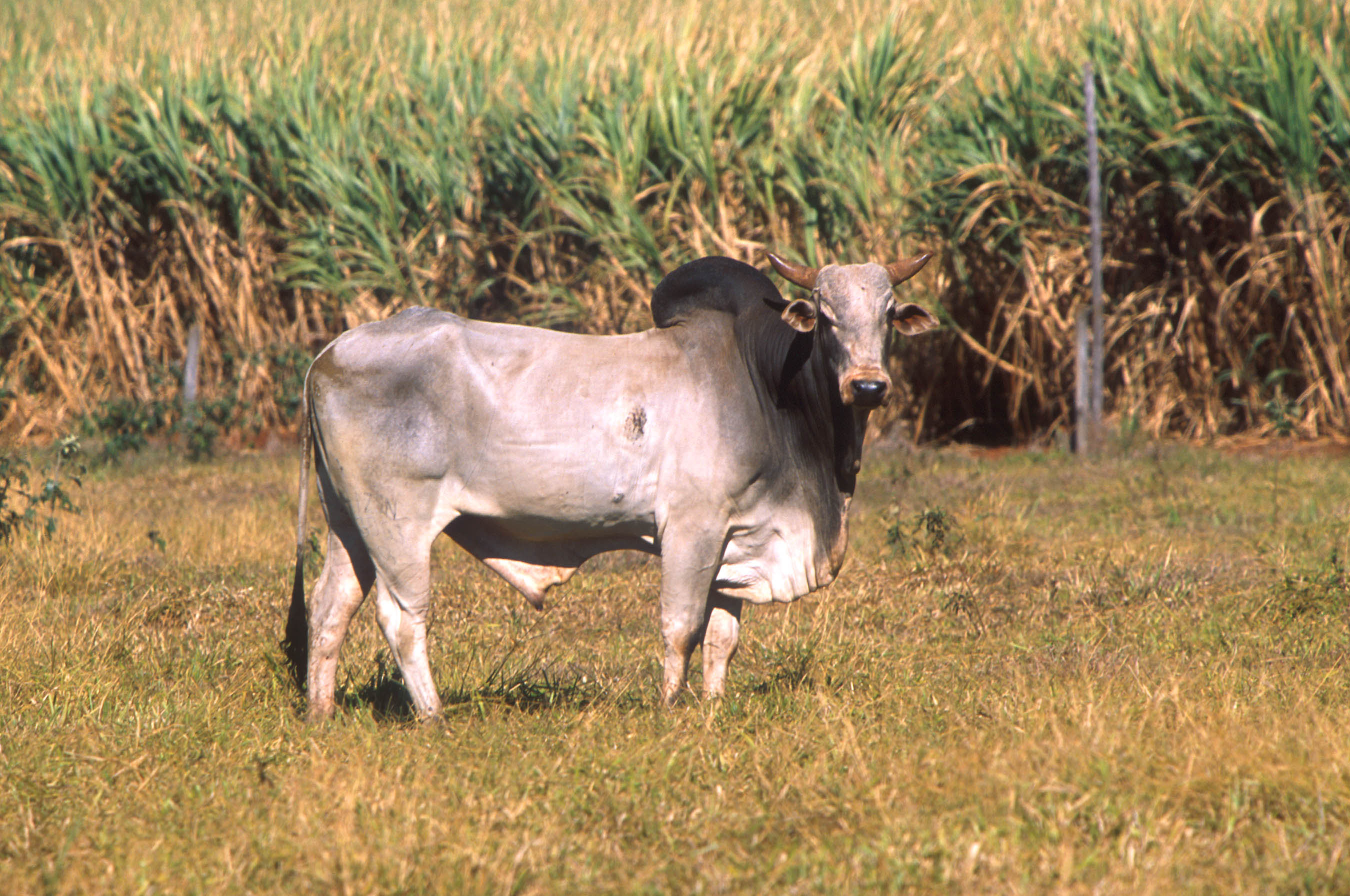
یک گاو کوهان‌دار با یک چین گردن بزرگ

بسیاری از پستانداران مانند سگ‌ها، خرگوش‌ها و گوزن‌ها دارای چین گردن هستند. در گاو کوهان‌دار، چین گردن در گویش عامیانه به عنوان «چین کیف‌دستی» شناخته می‌شود. چین گردن در خرگوش‌های ماده مانند خرگوش سفید نیوزیلند یافت می‌شود. خرگوش ماده در دوران بارداری، خز را دور لانه برای نوزادانش می‌گذارد. اگرچه می‌توان به این توده‌ها به عنوان چین گردن اشاره کرد، اما توسط چربی ذخیره‌شده تشکیل می‌شوند. در گوزن موس نیز در هر دو جنس دیده می‌شود.

## خزندگان و پرندگان
بسیاری از خزندگان دارای چین گردن هستند، به ویژه خانواده آنولان از مارمولک‌ها، که دارای چین گردن پوستی بزرگی هستند که می‌توانند کشیده و جمع شوند. خانواده آنولان بینایی پیشرفته‌ای برای درک رنگ و عمق دارند. این خانواده قادر به دیدن رنگ‌های چین گردن از فاصله دور هستند که به آن کاربرد و اهمیت می‌دهد. این چین‌های گردن معمولاً رنگ‌های متفاوتی از سایر بخش‌های بدن خود دارند و وقتی بزرگ می‌شوند، مارمولک را بسیار بزرگ‌تر از آنچه که هست نشان می‌دهند. چین گردن در درجه اول برای نشان دادن مرزهای قلمرو و برای نرها برای جذب ماده‌ها در طول فصل جفت‌گیری استفاده می‌شود. مطالعات نشان داده‌است که رنگدانه‌های تولیدکننده این رنگ پترین‌ها و کاروتنوئید‌ها هستند. این دو رنگدانه به راحتی از طریق چشم آنول قابل مشاهده هستند. رنگدانه‌های پترین و کاروتنوئید در سرتاسر بافت پوست سر قرار دارند و رنگ‌های زرد و قرمز ایجاد می‌کنند. مارمولک‌ها معمولاً چین گردن را با حرکت سر خود و سایر نمایش‌ها همراه می‌کنند. چین گردن از طریق گسترش و انقباض حرکت می‌کند. عضلات ایجاد کننده این حرکت به عنوان عضلات سراتوهیوئید (ceratohyoid) متصل به دستگاه هیوئید شناخته می‌شوند. این عضلات کنترل‌کننده حرکت چین گردن پیرامون گلو و حنجره هستند. این همان جایی است که نورون‌های حرکتی، نورون‌هایی که حرکت چین گردن را سیگنال می‌دهند، پیدا می‌شوند. اگرچه ابهامات زیادی در مورد هدف این نمایشگرها وجود دارد، اما تصور می‌شود که رنگ چین گردن و بخش‌های سر تقویت‌کنندهٔ ایجاد صدای متضاد پس‌زمینه هستند.

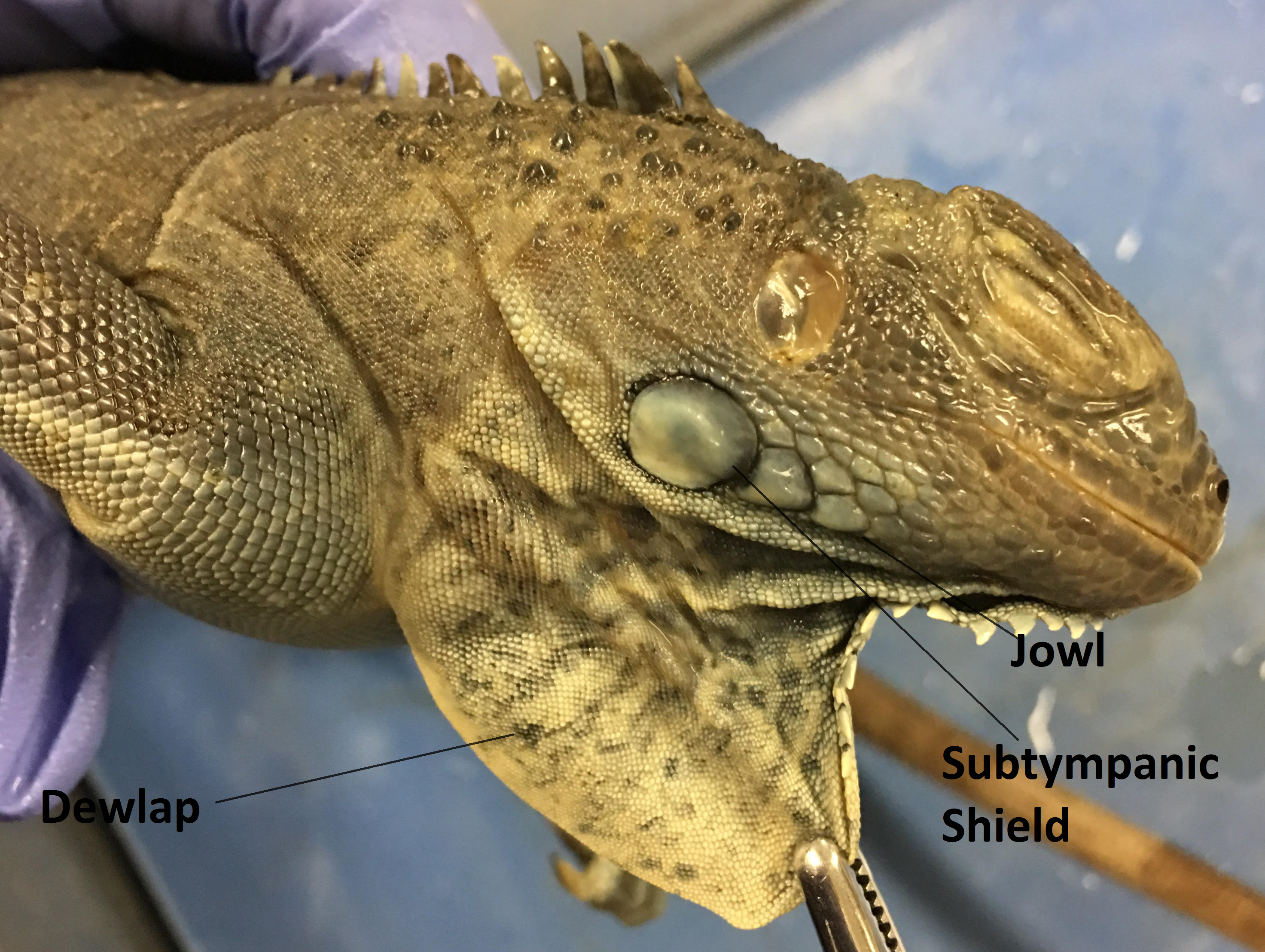
یک ایگوانا با چین گردن بزرگ